# Wolfram Körner (Mediziner)

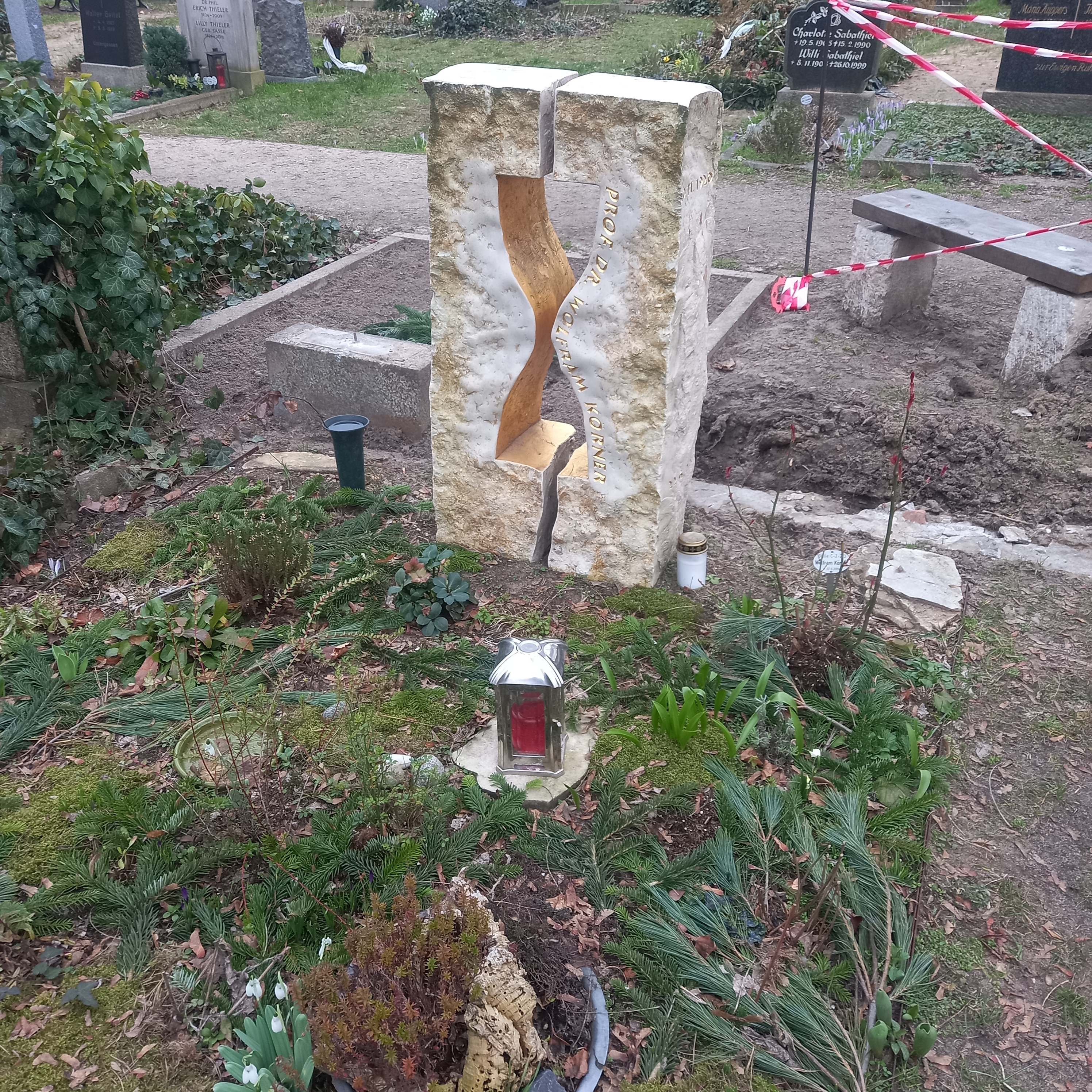
Das Grab von Wolfram Körner auf dem Französischen Friedhof in Berlin

Wolfram Körner (* 20. November 1920 in Chemnitz; † 22. Juni 2019 in Berlin) war ein deutscher Chirurg und Sammler.

## Leben
Körner arbeitete als Chirurg und Tropenarzt im Regierungskrankenhaus der DDR. Dort behandelte er unter anderen zahlreiche prominente Politkader, was ihm auch einen gewissen, über das Berufliche hinausreichenden Einfluss sicherte. Seine Kontakte nutzte er beispielsweise dazu, um Sammler und Bibliophile vor der Plünderung durch Schalck-Golodkowskis Devisenbeschaffer zu schützen. In seiner Kaderakte soll gestanden haben: „Der Genosse ist politisch unzuverlässig, aber man kann fachlich nicht auf ihn verzichten.“ Er gehörte zu den NSW-Reisekadern und begleitete staatliche Delegationen auf ihren Reisen.
Körner war Gründungsmitglied und von 1981 bis 1994 Vorsitzender der Bibliophilen-Vereinigung Pirckheimer-Gesellschaft. Er sammelte vorzugsweise Literatur zur Geschichte der Medizin und die Bändchen der Insel-Bücherei. Einer breiteren Öffentlichkeit wurde er als Sammler von Erotika bekannt. Dazu trugen vor allem die Veröffentlichungen in der Berliner „edition q“ bei. Die Pirckheimer-Gesellschaft e.V. wurde von ihm erfolgreich durch die Wende- und Nachwendewirren geführt.

## Veröffentlichungen
- (Mit Dietrich Pansch) Vom Scheitel bis zur Sohle. Ein Spiel-Bilderbuch. Verlag Junge Welt, Berlin 1975.
- (Mit Erhard Thomas) Proktologie. VEB Gustav Fischer Verlag, Jena 1980.
- Die Schöne und der Schwan. 66 Leda-Bilder aus der Sammlung Wolfram Körner. Eulenspiegel Verlag, Berlin 1987.
- (Hrsg.) Ludwig Heim: Tagebücher und Erinnerungen. Koehler & Amelang, Leipzig 1989.
- (Mit Ingrid und Albrecht Scholz) Dies Bildnis ist bezaubernd schön. Musikalisches im Exlibris. Edition Q im Quintessenz Verlag, Berlin 1991.
- Erotisches im Alltag zwischen Kunst und Kitsch. Edition Q im Quintessenz Verlag, Berlin 1998.
- Die Frau als Nußknacker oder Der Mann als Korkenzieher. Erotisches im Alltag zwischen Kunst und Kitsch. Edition Q im Quintessenz Verlag, Berlin 1998.
- Bücher-Mädchen. Erotische Exlibris und andere Schelmereien. Faber & Faber, Leipzig 1999.
- (Mit Reiner Kabelitz und Albrecht Scholz) Walter Helfenbein und seine Exlibris. Selbstverlag, Frederikshavn 1999.
- Aus meinem Leben. Patienten und Bücher, Kunst und ferne Länder. Hrsg. Pirckheimer-Gesellschaft e.V. Berlin 2011.